# ستيفن إرليخ
ستيفن إرليخ (بالإنجليزية: Steven Ehrlich)‏ هو مهندس معماري أمريكي، ولد في 1946 في نيويورك في الولايات المتحدة.